# Royal Scottish Country Dance Society
Die Royal Scottish Country Dance Society (kurz RSCDS) wurde 1923 gegründet und versteht sich als Dachverband der Gruppen und Vereine, die Scottish Country Dance ausüben.

## Geschichte
Country Dancing war seit dem späten 18. Jahrhundert Bestandteil des gesellschaftlichen Lebens in Schottland gewesen, aber drohte im 19. und 20. Jahrhundert unter dem Einfluss von kontinentaleuropäischen Tänzen wie Walzer oder Quadrille und amerikanischen Tänzen wie Onestepp oder Foxtrott in Vergessenheit zu geraten.
Die ersten Versuche einer „Wiederbelebung“ des Country Dance in Schottland fanden 1912 statt, als Jean C. Milligan in Glasgow die „Beltane Society“ gründete; allerdings verliefen sie im Sand, als der Erste Weltkrieg ausbrach. Ysobel Stewart of Fasnacloich versuchte 1923, den Musikverlag Paterson’s Publications Ltd. dazu zu bewegen, die Beschreibungen einiger Tänze zu veröffentlichen, an die sie sich aus ihrer Jugend erinnerte und die inzwischen entweder gar nicht mehr oder in einer (ihrer Ansicht nach) sehr degenerierten Form getanzt wurden. J. Michael Diack, der für Paterson’s Publications arbeitete, stellte den Kontakt zwischen Stewart und Jean Milligan her, und die beiden beschlossen, die Gründung eines Vereins in Angriff zu nehmen. Diack versprach ihnen, dass Paterson’s Publications sie finanziell unterstützen und ein erstes Buch mit 12 Tänzen und der dazugehörigen Musik veröffentlichen würde.
Die erste Versammlung der „Scottish Country Dance Society“ fand am 26. November 1923 im Athenaeum in Glasgow statt; förmlich gegründet wurde der Verein im darauffolgenden Dezember. Das erste Buch erschien wenig später – 6 der 12 Tänze stammten von Mrs Stewart, die anderen 6 von Miss Milligan –, und die Society begann, in Glasgow Tanzunterricht abzuhalten. Aus der etwa 100 Personen starken ersten Tanzgruppe gründete sich die „Glasgow Branch“ der SCDS.
1924 begann die Society mit der Ausbildung und Prüfung von Lehrern. Branches wurden außer in Glasgow auch in Edinburgh, Perth, Dundee und Aberdeen gegründet. Vorsitzender der Society wurde Lord James Stewart Murray (ab 1952 der Duke of Atholl), der als Autorität auf dem Gebiet der schottischen Musik- und Tanztradition galt. 1927 fand die erste Sommerschule (summer school) in St Andrews statt, wo sie jährlich (außer während des Zweiten Weltkriegs) bis heute abgehalten wird.
1930 hatte die Society 16 Branches und über 1000 Mitglieder. Man widmete sich der Sammlung von Tänzen in den ländlichen Gegenden (wo sie sich noch gehalten hatten) und begann alte Manuskripte aus dem 17.–19. Jahrhundert zu sondieren. Ziel war dabei weniger die historisch korrekte Rekonstruktion von Vergangenem als eine Standardisierung und praktische Reinterpretation der Choreografie, Technik und Terminologie für die Zukunft. Jean Milligan war durch ihre berufliche Tätigkeit als Leiterin der Sportlehrerinnenausbildung am Jordanhill College perfekt platziert, um Scottish Country Dance zu einem verbindlichen Teil des Curriculums zu machen.
Durch die Tätigkeit der SCDS begann Scottish Country Dance wieder an Popularität zu gewinnen. Im In- und Ausland wurden Tanzgruppen und „Branches“ gegründet. Neben der Veröffentlichung von Tänzen aus alten Manuskripten begann die Society seit der 2. Hälfte der 1940er Jahre, neu erfundene Tänze anzuerkennen – ein seinerzeit nicht unumstrittener Schritt. 1947 wurde Prinzessin Elisabeth (heute Königin Elisabeth II.) zum Patron (Schirmherrin) der SCDS erklärt, und 1951 verlieh König Georg VI. ihr den Titel „Royal“. Die RSCDS hatte 11.500 Mitglieder und 55 Branches, zwei davon (Boston und Kapstadt) in Übersee. 118 Tanzgruppen weltweit waren an die Society angeschlossen. In Deutschland wurden in den 1960er Jahren die ersten Tanzgruppen in Frankfurt am Main und Stuttgart gegründet.

## Ziele der RSCDS
Bei der Gründung der RSCDS 1923 wurden deren Ziele wie folgt festgelegt:
- Country Dances, wie sie in Schottland getanzt werden („country dances as danced in Scotland“) auszuüben und zu bewahren;
- Alte Bücher und Bilder zu sammeln, die schottische Tänze illustrieren;
- Von Zeit zu Zeit Beschreibungen von Country Dances mit Diagrammen und Musik in einfacher Form zu mäßigen Preisen zu veröffentlichen.

Seitdem wurden die Ziele angepasst und lauten heute:
- Traditionelle schottische Country Dances („Scottish country dances“) zu bewahren und ihre Ausübung zu fördern;
- Gezielte Ausbildung oder Unterricht im Ausüben schottischer Country Dances anzubieten oder dabei zu helfen;
- Auf allen verfügbaren Wegen Informationen und Musik zu veröffentlichen, die mit Scottish Country Dancing zu tun haben, und insbesondere Beschreibungen von schottischen Country Dances mit Musik und Diagrammen in einfacher Form und zu mäßigen Preisen zu veröffentlichen oder veröffentlichen zu lassen.
- Bücher, Manuskripte, Illustrationen und andere Memorabilien zu sammeln, die mit Scottish Country Dancing und der Society zu tun haben;
- Allgemein alle anderen Dinge zu tun, die (nach Ansicht der Society) dem Erreichen jeglicher der genannten Ziele verbunden oder förderlich sind.

Bemerkenswert ist insbesondere der Übergang von „Country Dances, wie sie in Schottland getanzt werden“ zu „schottischen Country Dances“. Während die erstere Formulierung noch die (aus historischer Sicht zutreffende) grundsätzliche Identität von Country Dances in England und Schottland anerkennt und die Tätigkeit der Society vor allem auf die schottischen Gepflogenheiten ausrichtet, postuliert die letztere Formulierung Scottish Country Dance als eigenständige Form. Dies ist allerdings eine moderne Feststellung, die ihre Berechtigung eher aus der Weiterentwicklung und Standardisierung (und damit teilweise Abkehr von den historischen Vorbildern und einem „wissenschaftlichen“, konservierenden Ansatz) durch die Aktivitäten der Society selbst zieht, als dass sie eine Aussage über den Zustand vor der Gründung der Society macht.

## Die RSCDS heute
Heute hat die RSCDS weltweit ca. 17.000 Mitglieder. Zu den Aufgaben gehört neben der Pflege des Scottish Country Dance die Ausbildung von Tanzlehrern, die Ausrichtung von Lehrgängen von Tänzern (Jährliche „Summer School“ in St Andrews in Schottland) und die Veröffentlichung von Tänzen und Musik für den Scottish Country Dance.